# Filaidi
I Filaidi furono una famiglia ricca e potente dell'antica Atene; erano proprietari terrieri e di orientamento politico conservatore. Dai Filaidi provenivano due dei generali più importanti della storia di Atene, Milziade e Cimone.

## Origini
I Filaidi dichiaravano di discendere dall'eroe mitologico Fileo, figlio di Aiace Telamonio. La famiglia originariamente proveniva da Braurone, in Attica; in seguito, un importante ramo della famiglia si stabilì a Lakiadae, ad est di Atene. Alla fine del VII secolo a.C. un Filaide chiamato Agamestore sposò la figlia di Cipselo, il potente tiranno di Corinto. Nel 597 a.C. un Filiade chiamato Cipselo divenne arconte ad Atene; questo Cipselo probabilmente era nipote del tiranno corinzio omonimo e figlio di Agamestore.

## Discendenti celebri

### Ippocleide
Qualche anno prima del 566 a.C. un membro dei Filaidi, Ippocleide, fu un pretendente alla mano di Agariste, la figlia dell'influente tiranno di Sicione, Clistene. Tuttavia, Ippocleide perse la competizione per il matrimonio a scapito di Megacle, della famiglia rivale degli Alcmeonidi. Clistene infatti, in occasione del banchetto nel quale avrebbe dovuto rivelare il nome del futuro sposo della figlia, fu sfavorevolmente colpito nel vedere Ippocleide mentre stava in equilibrio sulla testa e muoveva le gambe in aria a tempo con la musica suonata dai flautisti. Erodoto racconta che quando Clistene disse al mancato genero che in questo modo si "ballava via il matrimonio", Ippocleide, per tutta risposta, disse: "οὐ φροντὶς Ἱπποκλείδῃ" ("ad Ippocleide non importa"), espressione rimasta proverbiale nell'antica Grecia come sinonimo di indifferenza.

### Milziade il Vecchio e Cimone Coalemo
Nel 560-556 a.C. circa, una tribù tracia, i Dolonci, offrirono il governo del Chersoneso Tracico, una penisola in posizione strategica sull'Ellesponto, al Filaide Milziade il Vecchio, figlio di Cipselo l'arconte. Milziade accettò l'offerta e divenne tiranno del Chersoneso. Pisistrato, tiranno di Atene, non si oppose alla tirannia di Milziade, in quanto nello stesso tempo si liberava di un pericoloso rivale politico, e dall'altra si assicurava un importante alleato in una posizione strategica nel mar Egeo.
Nel frattempo, durante il periodo della tirannia di Pisistrato, un altro Filaide di nome Cimone, detto "Coalemo" ("Babbeo"), vinse tre volte consecutive la prestigiosa gara olimpica della corsa dei carri. Cimone si era guadagnato il condono dell'esilio da Atene dedicando la seconda vittoria a Pisistrato, ma, quando vinse la terza volta, si attirò l'invidia dei figli del tiranno di Atene, Ippia ed Ipparco, che lo fecero assassinare.

### Milziade il Giovane

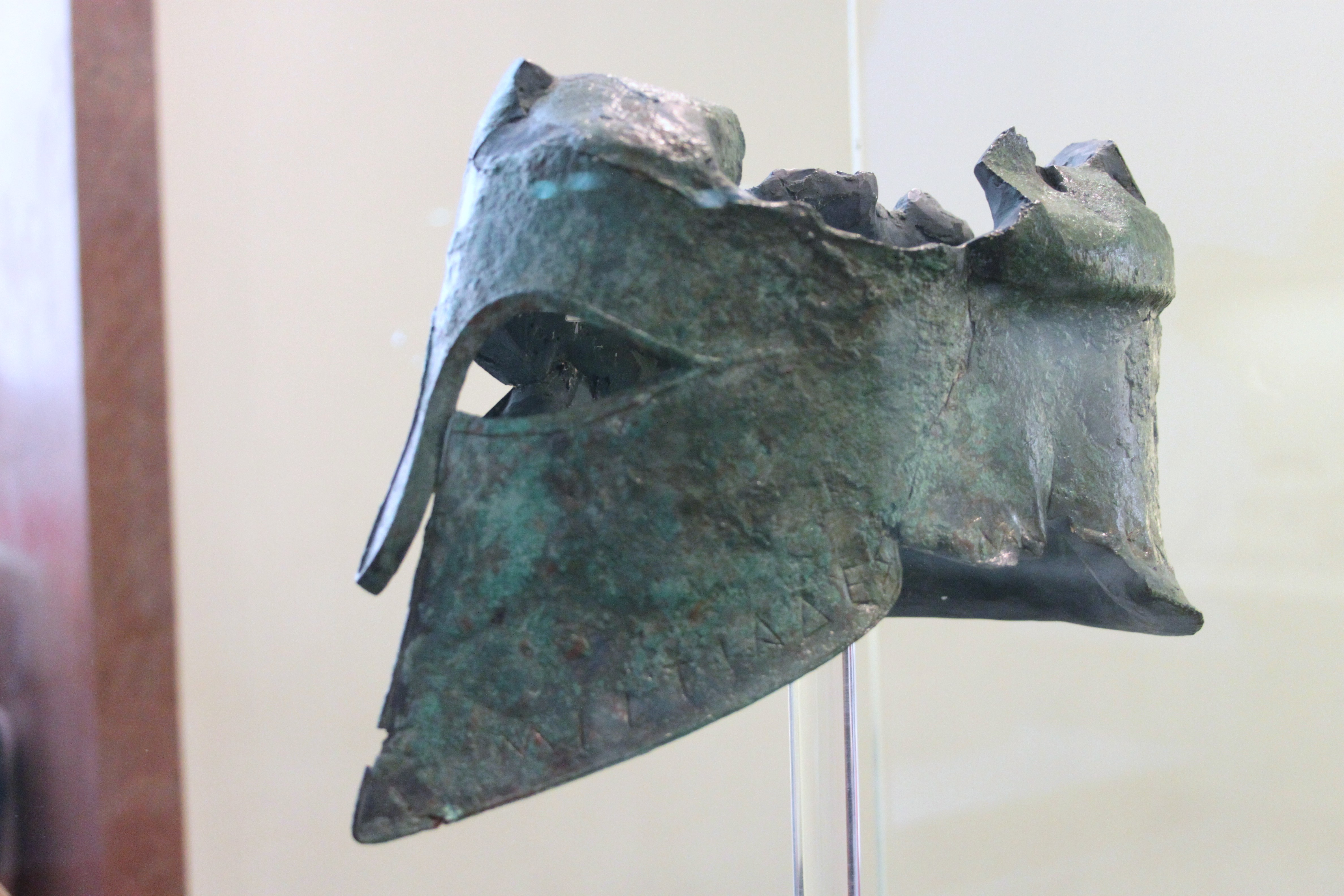
Elmetto di Milziade, dato in offerta al tempo di Zeus ad Olimpia. Museo archeologico di Olimpia.

Intorno al 534 a.C. Milziade il Vecchio morì e la tirannia del Chersoneso Tracico passò a Stesagora, figlio di Cimone Coalemo il fratellastro di Milziade il Vecchio. Alla morte di Stesagora il potere passò al fratello di questi, Milziade. I due fratelli erano figli di Cimone Coalemo. Milziade sposò Egesipile, la figlia del re tracio Oloro, rinsaldando così l'alleanza con le tribù di quella regione.
Nel 513 a.C. Milziade partecipò alla campagna contro gli Sciti al fianco del re persiano Dario I e quando il contingente greco fu lasciato a guardia di un ponte sul Danubio, Milziade provò a convincere i suoi commilitoni a demolire il ponte per abbandonare l'esercito persiano in Scizia.
Dopo aver partecipato alla rivolta ionia contro i Persiani, Milziade tornò ad Atene nel 493 a.C. circa e fu nominato stratego, guidando l'esercito ateniese nella storica vittoria nella battaglia di Maratona del 490 a.C.
L'anno successivo, Milziade, alla guida di una flotta di 70 triremi tentò invano di strappare l'isola di Samo ai persiani, e, una volta tornato ad Atene, morì per le conseguenze di una ferita riportata durante questa spedizione.

### Cimone

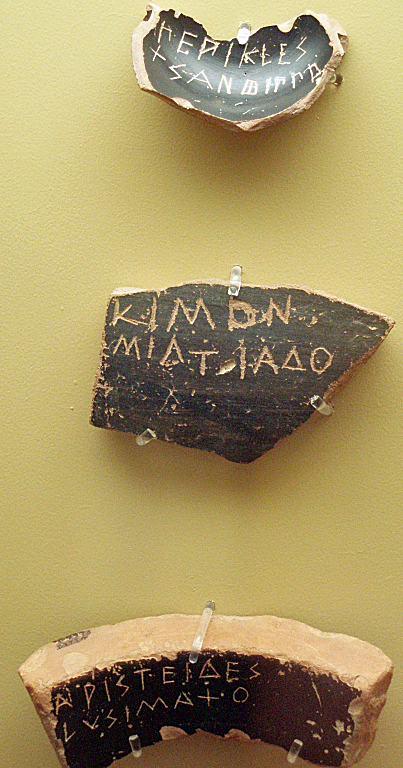
Ostrakon per le votazioni sull'ostracismo. Quello al centro riporta il nome di Cimone figlio di Milziade.

Dopo le vittorie greche sui Persiani a Salamina e a Platea, gli Ateniesi, alla guida della lega delio-attica sferrarono un'offensiva contro l'impero achemenide. Alla guida della flotta ateniese, a partire dal 476 a.C., vi era Cimone, figlio di Milziade e nipote di Cimone Coalemo.  Dopo aver liberato Eione e Sciro, Cimone sconfisse duramente i Persiani nella battaglia dell'Eurimedonte (469 a.C.).
Dopo il terremoto di Sparta del 464 a.C. e al conseguente scoppio della terza guerra messenica, Cimone convinse l'assemblea ad inviare un contingente militare in aiuto degli Spartani ma, quando questi rimandarono immediatamente indietro i soldati ateniesi temendo che questi aiutassero invece gli Iloti ribelli, il suo prestigio politico si indebolì, fino ad essere ostracizzato per dieci anni (461 a.C.).
Tornato ad Atene alla fine dell'esilio (451 a.C.), guidò nuovamente gli ateniesi nel tentativo di riconquista di Cipro, caduta nel frattempo nelle mani dei Persiani, e morì durante l'assedio di Cizio.
Lacedemonio, figlio di Cimone, fu uno dei comandanti ateniesi della Battaglia di Sibota del 433 a.C.

### Tucidide
Tucidide, figlio di Melesia, il leader del partito conservatore avverso a Pericle durante gli anni 440 a.C., era parente di Cimone e membro dei Filaidi.
Tucidide, figlio di Oloro, il grande storico della guerra del Peloponneso, fu un Filaide, secondo il biografo Plutarco, che osserva che i suoi resti furono riportati ad Atene e messi nella tomba della famiglia di Cimone, e anche che il nome di suo padre, Oloro, era lo stesso del nome del nonno di Cimone.

### Epicuro
Epicuro il filosofo (341–270 a.C.) era un discendente dei coloni ateniesi dell'isola di Samo ed era della famiglia Filaide.

### Euridice di Atene
Euridice di Atene, discendente di Milziade, sposò prima Ofella, re di Cirene e poi Demetrio I Poliorcete, figlio del diadoco Antigono I Monoftalmo e successivamente re di Macedonia, quando questi conquistò Atene nel 307 a.C.